# Ортега Диас, Луиса
Луи́са Марве́лия Орте́га Ди́ас (исп. Luisa Marvelia Ortega Díaz; род. 11 января 1958, Валье-де-ла-Паскуа) — венесуэльский государственный деятель, юрист, генеральный прокурор Венесуэлы (2007—2017).

## Биография
Родилась 11 января 1958 года в городе Валье-де-ла-Паскуа в венесуэльском штате Гуарико. Окончила университет Карабобо, расположенный в одноимённом штате. Специалист в области уголовного права университета Санта Мария. Специалист в области процессуального права Католического университета имени Андреса Бельо, Каракас.
Ранее занимала должность юридического консультанта государственного телеканала «Венесуэльская телевизионная корпорация», с апреля 2002 года работает в прокуратуре Венесуэлы (исп. Ministerio público).

### Генеральный прокурор
В 2007 году решением парламента Венесуэлы была назначена на пост генерального прокурора страны; в 2014 году переизбрана на этот пост.
Была твёрдой сторонницей правящей партии (PSUV) как в годы правления Уго Чавеса, так и позднее — при президенте Мадуро. В 2014 завела дело против лидера оппозиции Леопольдо Лопеса, обвинив его в подстрекательстве во время массовых протестов.

### Разрыв с правительством Мадуро
В марте 2017 Верховный суд Венесуэлы, целиком состоящий из сторонников Мадуро, принял решение об отмене полномочий парламента страны, большинство в котором составляли сторонники оппозиции. Луиса Ортега, как генеральный прокурор, объявила это решение незаконным. Это заявление стало полной неожиданностью для правительства Мадуро. 19 апреля 2017 года Ортега выступила в защиту права граждан на мирные протесты. Она также обвинила руководство национальной гвардии в нарушениях прав человека, превышении полномочий, непропорциональном применении силы при разгоне демонстраций и пытках задержанных. В июне 2017 Ортега опротестовала план президента Мадуро по созыву Конституционного собрания.
Правящая партия и правительство обвинили Ортегу в предательстве; официальные представители соцпартии высказали сомнения в её психическом здоровье. Верховный суд указал на возможность судебного преследования Ортеги по обвинениям в «нарушении политической этики и управленческой морали», а также в «нарушении основных принципов Конституции». Суд также запретил Ортеге покидать страну и заморозил её личные активы. Кроме того, Верховный суд передал часть полномочий Ортеги омбудсмену, стороннику правительства. Со своей стороны, Ортега обвинила правительство в негласной слежке со стороны тайной полиции СЕБИН, а также сообщила об угрозах её семье.
4 августа генпрокурор обвинила власти страны в подтасовке результатов выборов в Конституционное собрание.
5 августа Конституционное собрание на первом заседании отстранило Луису Ортега от должности. Ортега отказалась признать законность своей отставки и заявила:

Это лишь частный пример того, что ждет каждого, кто посмеет пойти против этой тоталитарной формы правления.

### Эмиграция
После увольнения с должности генерального прокурора выехала на Арубу и затем в Колумбию, опасаясь за свою жизнь.

## Семья
Муж — Херман Феррер, политик.